# Jean-Baptiste Labey

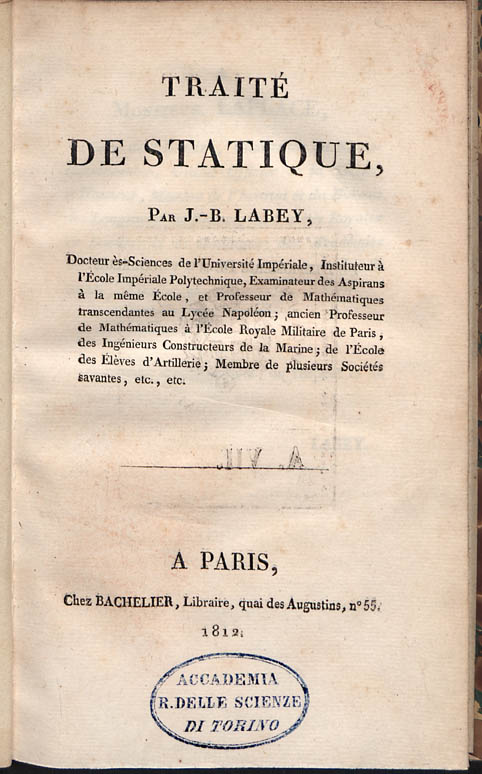
Traité de statique, 1812

Jean-Baptiste Labey (1752-1825), est un mathématicien français, traducteur en français de l'Introductio in analysin infinitorum d'Euler, professeur à l'École militaire de Paris et à l'École polytechnique de 1799 à 1816 (officiellement car en réalité, malade depuis 1807, il est successivement remplacé par Ampère de 1807 à 1809, Poinsot de 1809 à 1813, Reynaud A.A.L de 1813 à 1815 puis Cauchy à partir de 1815, d'abord en tant que remplaçant puis en tant que titulaire). 